# 헤리
헤리(Herrie)는 텍스트 사용자 인터페이스기반의 음악 플레이어이다. 스크린을 둘로 쪼개어, 파일 관리자와 플레이리스트 인터페이스가 들어 있다. 여러 종류의 파일 포맷을 지원한다. (MP3, Ogg Vorbis, 웨이브, FLAC 등) 이외에도 여러 기능이 들어 있다. 신뢰할 수 없는 환경(리모트 로긴, 파티 등)에서는 chroot를 해주기도 한다. 라스트 에프엠 기능 또한 cURL을 이용하여 구현되어 있다.
이름 헤리(Herrie)는 "매우 큰 잡음"을 뜻하는 네덜란드어 단어에서 온 단어이다.
2007년 11월 29일 Les Trophées du Libre 콘테스트 멀티미디어 및 게임 부문에서 3등을 차지하였다.